# Pseudodiaptomus poppei
Pseudodiaptomus poppei is een eenoogkreeftjessoort uit de familie van de Pseudodiaptomidae. De wetenschappelijke naam van de soort is voor het eerst geldig gepubliceerd in 1900 door Stingelin.